# Mátészalka vasútállomás

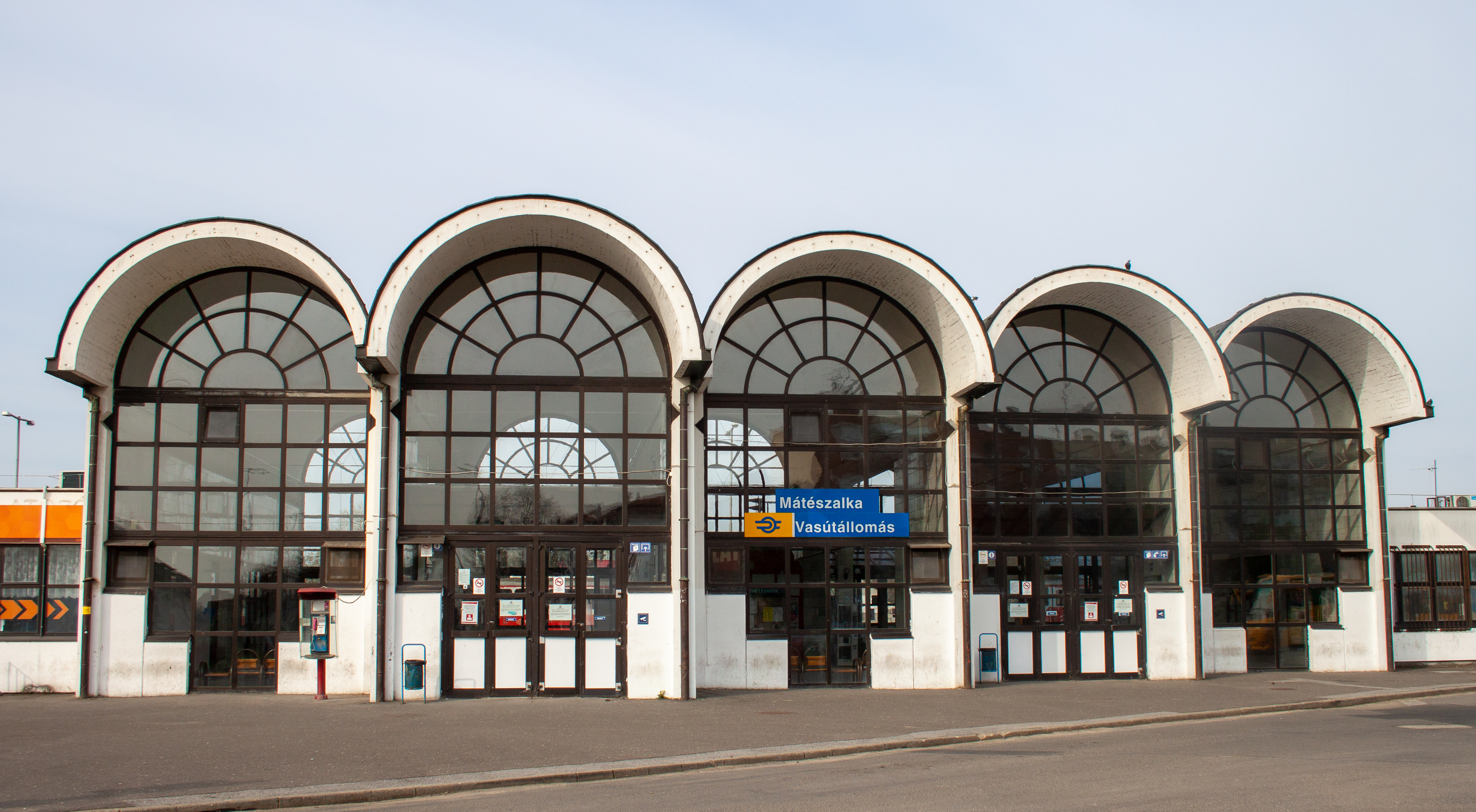
A vasútállomás a város felől

Mátészalka vasútállomás egy Szabolcs-Szatmár-Bereg vármegyei vasútállomás, Mátészalka településen, a MÁV üzemeltetésében. A városközpont közelében helyezkedik el, mellette van az autóbusz-pályaudvar, közúti elérését a 471-es és a 49-es főutak felől is a 49 331-es számú mellékút biztosítja.
Jelentős forgalmú regionális elágazó állomás, melyet öt hazai vasútvonal is érint.

## Története
Mátészalkát 1887-ben érte le a vasút Nyíregyháza felől. Az első vasútállomás a település északi részén, az akkori Péchy utcán épült. Ennek a helye később alkalmatlannak bizonyult a fejlesztésre, további vonalak fogadására, ezért 1905-ben új vasútállomást építettek a mai helyén. A mai is meglévő emeletes épület az 1970-es évek végéig szolgálta az egyre növekvő forgalmat, majd mellette új, korszerű fogadóépületet adtak át.

## Vasútvonalak
Az állomást az alábbi vasútvonalak érintik:
- Mátészalka–Záhony-vasútvonal
- Mátészalka–Nagykároly-vasútvonal
- Nyíregyháza–Mátészalka–Zajta-vasútvonal
- Apafa–Mátészalka-vasútvonal

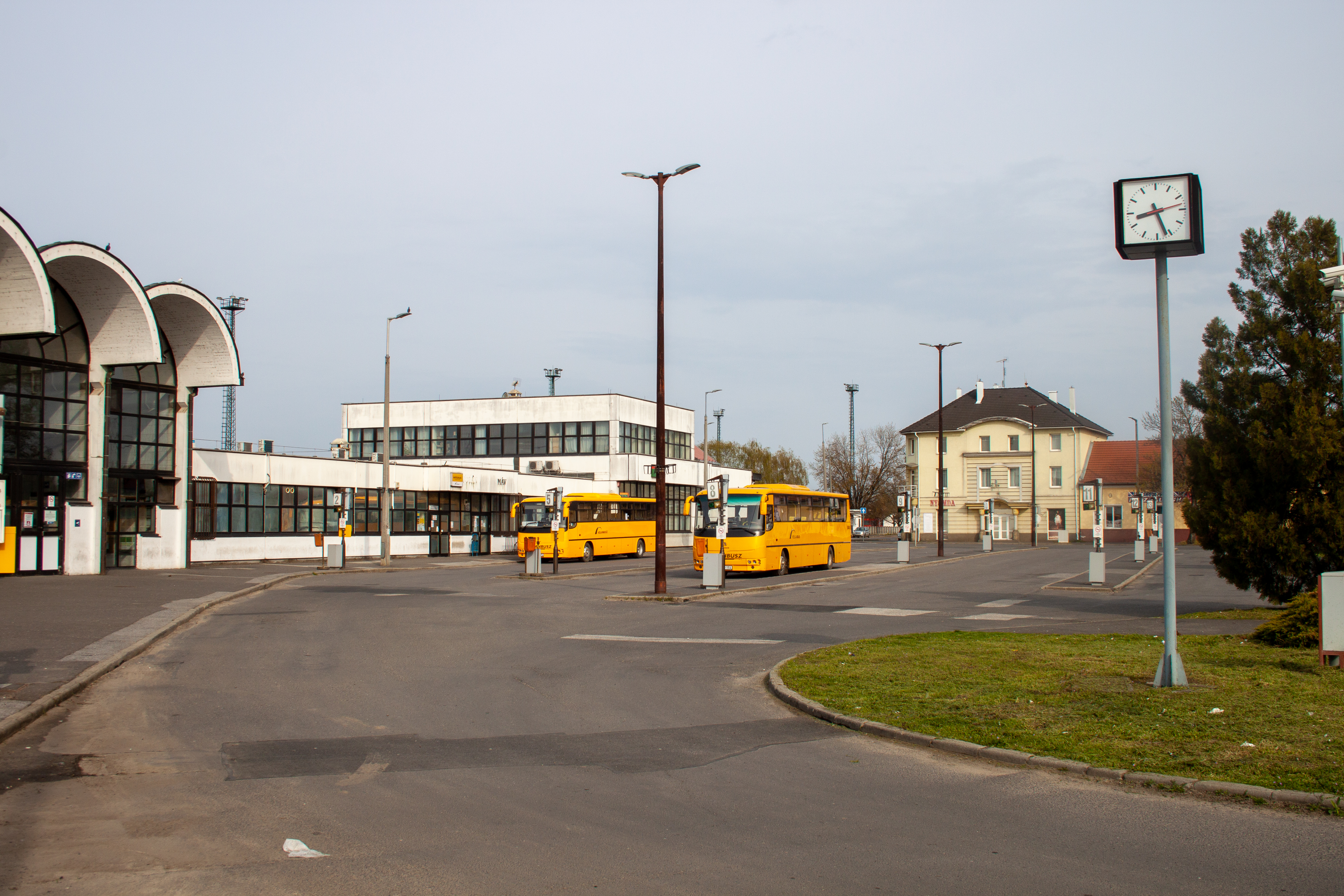
A vasútállomás előtte a buszpályaudvarral
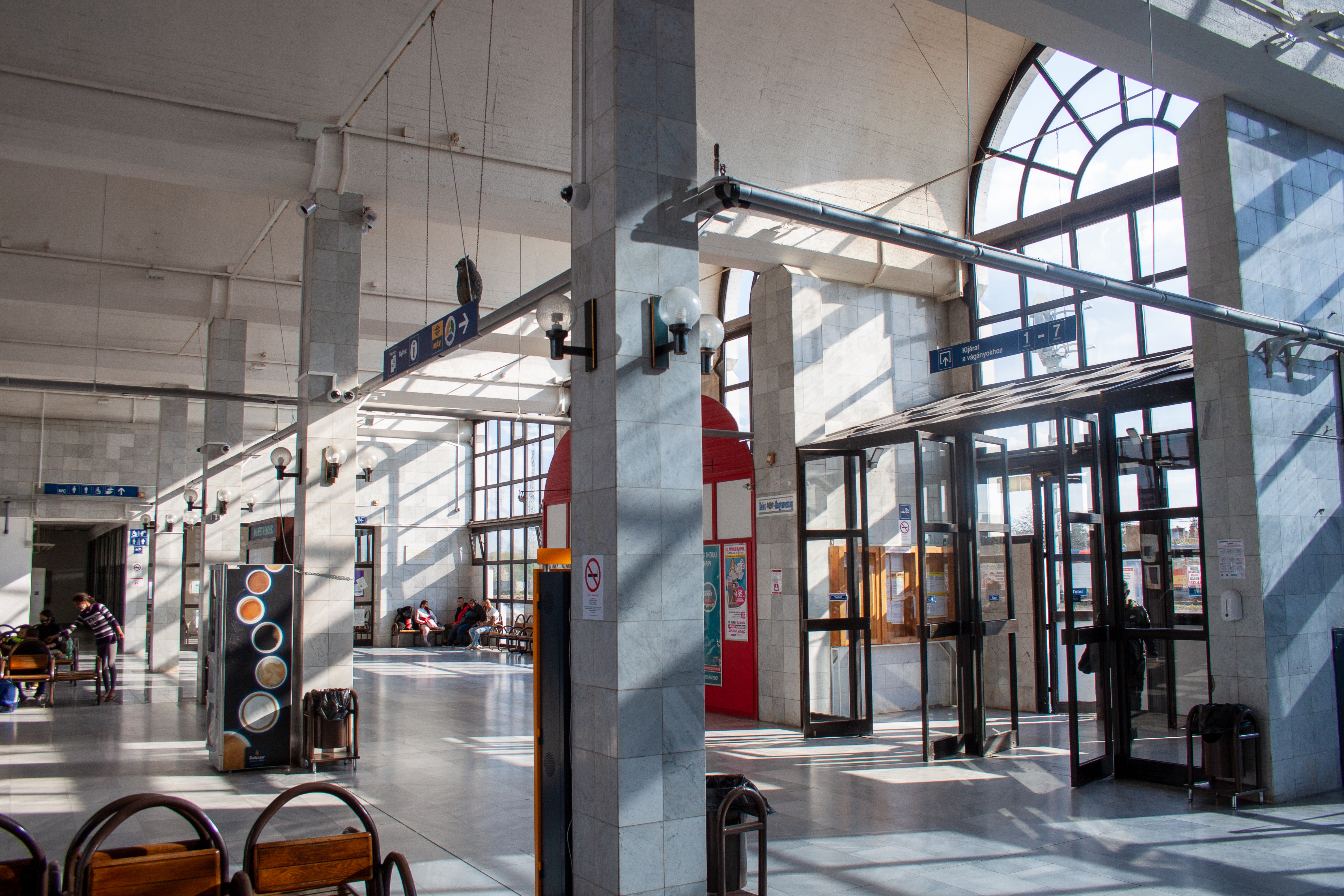
A korszerű fogadóépület belső tere
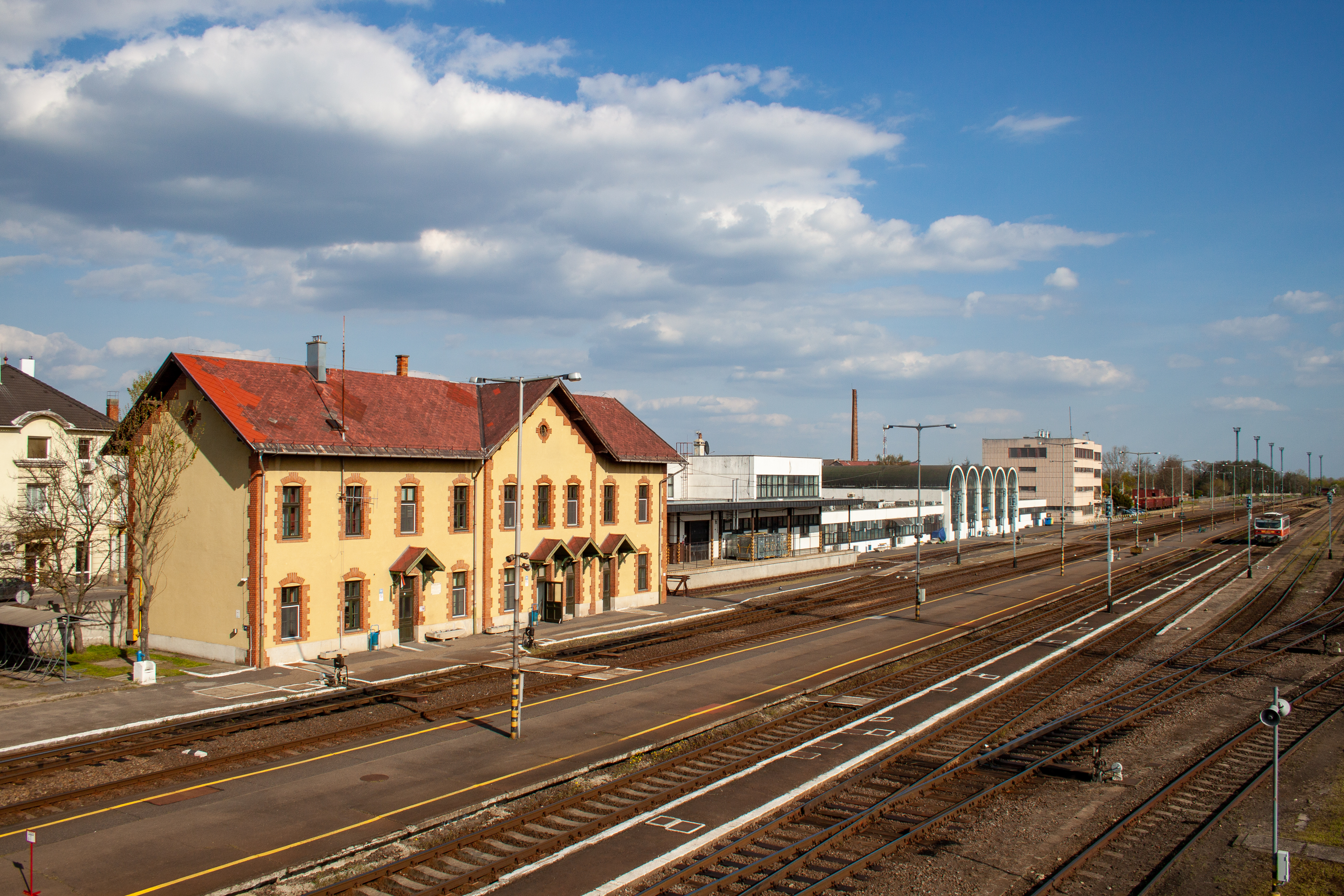
Látkép a 30-as években épült gyalogos felüljáróról, az úgynevezett repülőhídról a régi állomásépülettel

## Kapcsolódó állomások
A vasútállomáshoz az alábbi állomások vannak a legközelebb:
- Ópályi megállóhely (Mátészalka–Záhony-vasútvonal)
- Nyírcsaholy megállóhely (Nagykároly vasútállomás, Mátészalka–Nagykároly-vasútvonal)
- Nyírmeggyes megállóhely (Apafa–Mátészalka-vasútvonal, Nyíregyháza–Mátészalka–Zajta-vasútvonal)
- Kocsord megállóhely (Nyíregyháza–Mátészalka–Zajta-vasútvonal)

## Forgalom
| Járat                   | Útvonal | Gyakoriság               |
| ----------------------- | --- | ------------------------ |
| személyvonat            | Tiborszállás – Nagyecsed – Nyírcsaholy – Mátészalka – Ópályi – Nagydobos – Vitka – Vásárosnamény – Kisvarsány – Gyüre – Aranyosapáti – Újkenéz – Tornyospálca – Mándok – Eperjeske alsó – Záhony | 2-4 óránként             |
| személyvonat            | Mátészalka – Nyírcsaholy – Nagyecsed – Tiborszállás | Napi 2 pár               |
| személyvonat            | Debrecen – Debrecen-Csapókert – Apafa – Dombostanya – Hajdúsámson – Tamásipuszta – Aradványpuszta – Nyíradony – Nyírmihálydi – Nyírgelse – Nyírbogát – Nyírbátor – Nyírcsászári – Hodász – Nyírmeggyes – Mátészalka (– Kocsord – Kocsord alsó – Tunyogmatolcs – Tunyogmatolcs alsó – Fehérgyarmat)                      | 2 óránként               |
| személyvonat            | Debrecen – Debrecen-Csapókert – Apafa – Dombostanya – Hajdúsámson – Tamásipuszta – Aradványpuszta – Nyíradony – Nyírmihálydi – Nyírgelse – Nyírbogát – Nyírbátor – Nyírcsászári – Hodász – Nyírmeggyes – Mátészalka – Nyírcsaholy – Nagyecsed – Tiborszállás                                                            | Vasárnap 1 pár           |
| személyvonat            | Nyíregyháza – Nagykálló – Kállósemjén – Máriapócs – Nyírbátor – Nyírcsászári – Hodász – Nyírmeggyes – Mátészalka | Napi 4 pár               |
| személyvonat            | Csenger – Porcsalma-Tyukod – Ököritófülpös – Győrtelek alsó – Győrtelek – Kocsord alsó – Kocsord – Mátészalka | Napi 2 pár               |
| Hétmérföldes sebesvonat | Zajta → Rozsály → Gacsály → Jánkmajtis → Kisszekeres → Nagyszekeres → Penyige → Fehérgyarmat → Tunyogmatolcs alsó → Tunyogmatolcs → Kocsord alsó → Kocsord → Mátészalka → Nyírbátor → Nyírbogát → Nyírgelse → Nyírmihálydi → Nyíradony → Hajdúsámson → Debrecen → Ferihegy → Kőbánya-Kispest → Zugló → Budapest-Nyugati | Vasárnap 1 Budapest felé |
| Kraszna InterCity       | (közvetlen kocsi: Budapest-Nyugati) Debrecen – Nyíradony – Nyírbátor – Mátészalka – Kocsord – Kocsord alsó – Tunyogmatolcs – Tunyogmatolcs alsó – Fehérgyarmat | Napi 1 pár               |